# Vellai István
Vellai István (Csepel, 1945. november 14. – 1997. május 5.) válogatott labdarúgó, jobbhátvéd, edző.

## Pályafutása

### Klubcsapatban
1957-ben a Csepel csapatában kezdte a labdarúgást. 1963-ban mutatkozott be az első csapatban. 1977-ig 308 bajnoki mérkőzésen szerepelt és 10 gólt szerzett.

### A válogatottban
1970-ben egy alkalommal szerepelt a válogatottban. 18-szoros ifjúsági válogatott (1962–64), négyszeres utánpótlás válogatott (1965–67), hatszoros egyéb válogatott (1965–72).

## Sikerei, díjai
- Magyar bajnokság
  - 4.: 1974–75

## Statisztika

### Mérkőzése a válogatottban
| Magyarország | Magyarország      | Magyarország         | Magyarország | Magyarország | Magyarország | Magyarország | Magyarország | Magyarország |
| #            | Dátum             | Helyszín             | Hazai        | Eredmény     | Vendég       | Kiírás       | Gólok        | Esemény      |
| ------------ | ----------------- | -------------------- | ------------ | ------------ | ------------ | ------------ | ------------ | ------------ |
| 1.           | 1970. április 12. | Belgrád, JNA stadion | Jugoszlávia  | 2 – 2        | Magyarország | barátságos   | -            |              |
|              | Összesen          |                      |              | 1            | mérkőzés     |              | 0            | gól          |